# Castello dei burattini
Il castello dei burattini è un museo di Parma in cui sono esposti burattini, marionette, e altri oggetti di scena.

## Storia

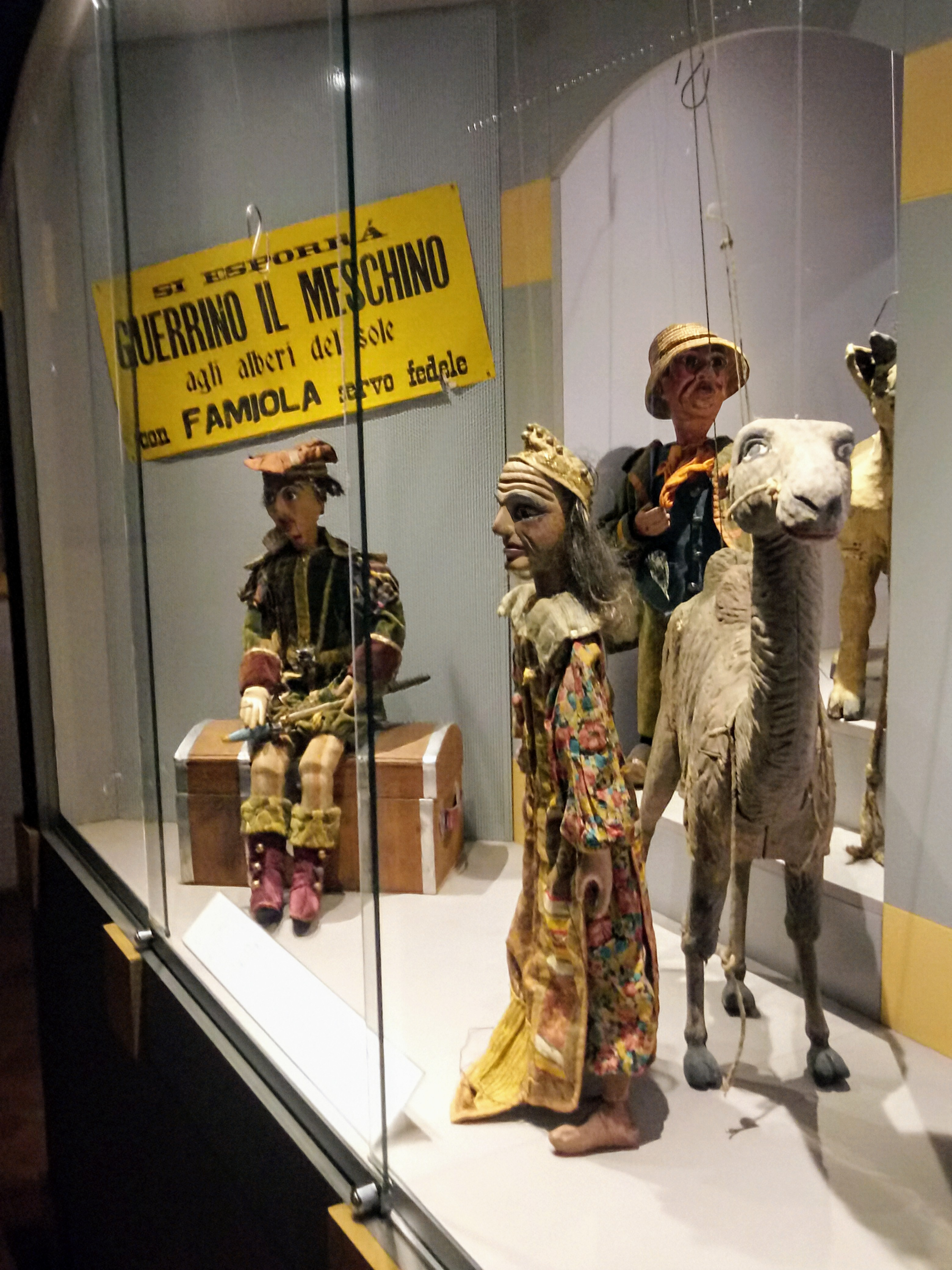
Alcuni pezzi esposti

Il museo dei burattini si trova nel complesso storico del monastero di San Paolo, affacciato sul giardino segreto e nacque grazie alla ricca collezione di Giordano Ferrari.
Nei circa 300 metri quadrati della galleria sono esposti ben 1500 pezzi di Ferrari consistenti in burattini, marionette, copioni, fotografie, manifesti e altri oggetti riguardanti l'arte dei burattini in generale. E sono solo una parte di quanto l'artista ha costruito e collezionato in oltre sessant'anni di attività.
A questa già ricchissima collezione si sono aggiunte altre tre collezioni donate da Franco Cristofori, Amilcare Adamoli e dal gruppo 80.
La collezione degli oggetti di Cristofori fu un'iniziativa della moglie e dei figli alla sua scomparsa essendo convinti che fosse questa la volontà del giornalista, arricchendo così il museo di oltre mille oggetti di burattini, marionette, copioni, scenari teatrali e altri oggetti per lo spettacolo. Ci sono, inoltre, 134 buste con documenti sulle rappresentazioni del mondo del teatro di figura.
Il fondo costituito dai pezzi dell'ingegnere bresciano Adamoli è composto da un insieme di burattini, effetti speciali, fondali, vestiti, copioni e il teatrino che si era costruito lui stesso.
L'ultima collezione aggiuntiva è composta dai pupazzi televisivi del gruppo 80, guidato da oltre venti anni da Kitty Perria e Enrico Valenti.

## Percorso museale
Il museo è organizzato in due parti: l'area per i burattini e quella per le marionette. I burattini sono disposti secondo un ordine geografico: sono, infatti, collocati secondo le regioni di provenienza. Le marionette sono posizionate in base alla scelta di mettere in rilievo le più notevoli compagnie degli ultimi tre secoli.
Un'ultima sala nel museo è destinata a tutta la famiglia Ferrari: infatti è proprio in questa stanza che vengono esposti i burattini che sono appartenuti a tutti i membri della famiglia: la maggioranza sono quelli costruiti da Giordano Ferrari.